# Музей Г. Я. Седова

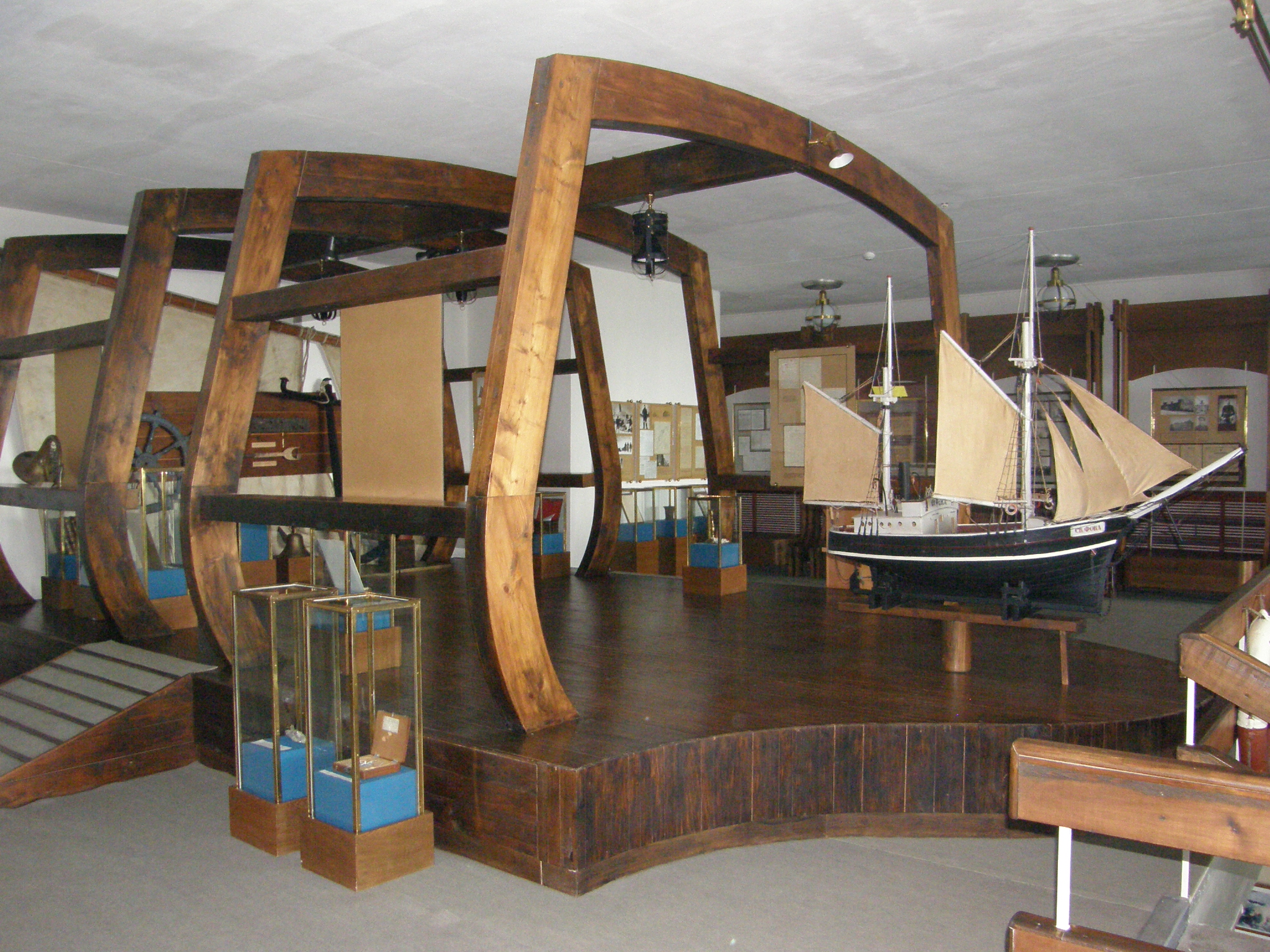
Музей Г. Я. Седова

Музей Г. Я. Седова — музей полярного исследователя Георгия Яковлевича Седова в посёлке Седово Донецкой области.
Первый камень в музей Г. Я. Седова был заложен в мае 1977 года, во время проведения Всесоюзной научно-географической конференции в честь столетия этого полярного исследователя. В результате усилий многих предприятий и учреждений, отдельных энтузиастов в 1990 году на берегу Азовского моря, в поселке Седово вырос дом-парусник (авторы проекта архитекторы В. С. Соломин и А. К. Плесков). Внутри — зал, который напоминает каюту морского корабля с уникальными экспонатами и документами, которые свидетельствуют о жизни Георгия Седова.
Первые экспозиции посвящены экспедициям Г. Я. Седова на Колыму в 1909 году и Каспий в 1911 году.
Наибольшее внимание привлекают материалы об экспедиции на Северный полюс на судне «Святой мученик Фока» в 1912 году. Тут и карта полярной экспедиции, копии счетов на добровольные пожертвования от граждан для покупки еды и собак. Рядом и оригинальные экспонаты со «Святого Фоки» — части обшивки корабля, совковая лопата, найденная на месте гибели Г. Я. Седова на острове Рудольфа, части фотоаппарата и бритва, принадлежавшие участнику экспедиции художнику Н. В. Пинегину. Представлена фотография, на которой изображен «Святой Фока» накануне похода в Арктику.
Большой раздел экспозиции посвящён современному освоению Севера, научным исследованиям районов около полюса. Он содержит уникальные материалы последних полярных экспедиций, филателистические коллекции (марки, конверты, открытки, значки, посвящённые теме «Северный полюс и его освоение».
Существенным и целесообразным пополнением музейной коллекции являются краеведческие материалы, касающиеся истории и развития самого поселка Седово. Посетители имеют возможность познакомиться с бытом крестьян и рыбаков, выставками народных ремесел и декоративно-прикладного искусства.
С момента открытия музея его посетили более 40 тысяч человек.